# 伏瀬
伏瀬（ふせ、1975年11月23日 - ）は、日本のライトノベル作家。2013年にweb上の小説投稿サイト「小説家になろう」に、『転生したらスライムだった件』の連載を開始、小説家としてのデビューを果たした。同作品は2018年にアニメ化され、2021年1月からアニメ2期が放送された。

## 人物
SNSのアカウントを持っていないため、お知らせなどは『小説家になろう』の活動報告の欄を使用している。
サラリーマン時代は土木関係の仕事をしていた。

## 作品リスト
- 『転生したらスライムだった件』[6] - 2013年2月20日に連載を開始し、現在も続いている。